# مارتن بوث
مارتن بوث (بالإنجليزية: Martin Booth)‏ هو كاتب سير وكاتب وشاعر بريطاني، ولد في 7 سبتمبر 1944 في لانكشر في المملكة المتحدة، وتوفي في 12 فبراير 2004 في ديفون في المملكة المتحدة بسبب سرطان.